# Agnesiella gaura
Agnesiella gaura (лат.) — вид прыгающих насекомых-цикадок рода Agnesiella из подсемейства Typhlocybinae.

## Распространение
Китай, Sichuan Province (Moxi , 1600 м), Sichuan Province (Mianning, 1650 м), Yunnan Province (Xinzhu, 2500 м).

## Описание
Мелкие цикадки со стройным телом и прыгательными задними ногами. Длина 3,4 мм. Тело желтоватое. Лицо с передней и внутренней частями щёк черно-бурые, темно-коричневые поперечные штрихи на коричневом постклипеусе, антеклипеусе и лоруме грязно-желтые, остальные части желтоватые. Переднеспинка с центральным овальным пятном и двумя парами боковых черно-бурых пятен. Щиток большей частью панцирный, центральная часть бежевая, треугольники темно-коричневые. Щитик с обеих сторон и в центре соответственно красно-охристый и желтоватый. Переднее крыло затемнено с 3 коричневыми пятнами на клавусе, одно у внутреннего базального угла и 2 других соответственно в центре комиссурального края и дистальной вершине; буроватая полоса простирается от основания кориума до поперечной жилки вдоль ключичного шва; брохосомное поле желтоватое.

## Классификация
Вид Agnesiella был впервые описан в 2022 году. Сходен с таксоном Agnesiella jammuensis.